# 二氧化锰

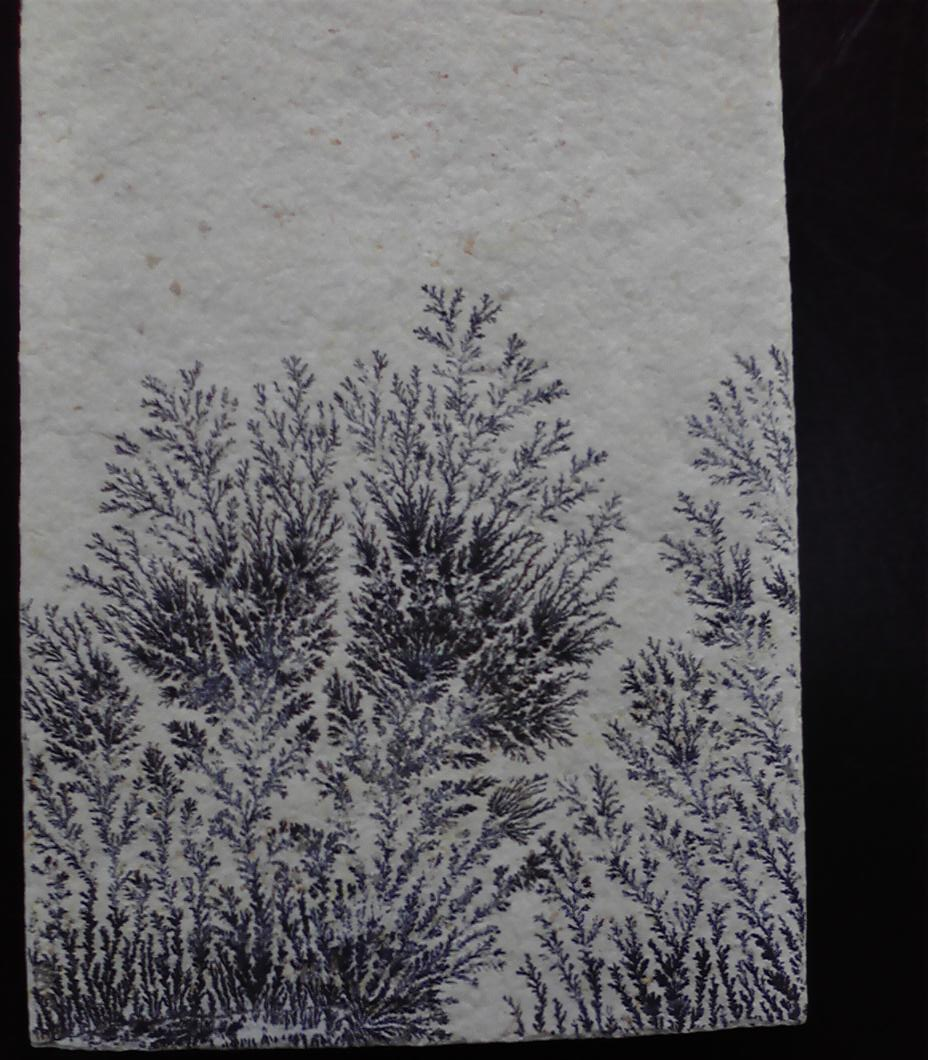
泥质石灰岩裂口上产生的二氧化錳树枝状结晶

二氧化锰（化学式：{\displaystyle {\ce {MnO2}}}）为黑色或棕色的固体，是锰最稳定的氧化物，经常出现于软锰矿及锰结核中。軟錳礦是含錳的主礦物；錳結核(海底岩石凝固物)也含有錳的成分。二氧化锰主要用途为制造干电池，如碳锌电池和碱性电池；也常在化学反应中作为催化剂，如製造氧氣；或作为酸性溶液中的强氧化剂。也可以作為有機合成中的試劑(氧化劑)，例如用於烯丙醇的氧化。二氧化錳也用作顏料，並作為其它錳化合物如高锰酸鉀（KMnO4）的前體。α多晶型物中的二氧化锰可以在氧化錳八面體（多個八面體）之間的“孔道”或“间隙”中併入多種原子（以及水分子）。人們對於α-MnO2作為鋰電池陰極的可能性有相當大的興趣。

## 結構
已經有許多二氧化錳的多晶型物，以及水合形式被提出來。二氧化錳像許多其他二氧化物一樣，以金紅石晶體結構（這種多晶型稱為{\displaystyle {\ce {\beta-MnO2}}}）方式結晶，具有三配位氧化物和八面體金屬中心。二氧化錳是典型的非化合比化合物，具氧原子空缺。這種複雜的固態化合物與有機合成中“新製備”二氧化錳的方法有關。需要說明的是，二氧化錳的α-多晶型物具有非常開放的結構，有可以容納金屬原子的“通道”，例如銀或鋇。在緊密相關的伴生礦物後，{\displaystyle {\ce {\alpha-MnO2}}}通常被稱為錳鋇礦(Hollandite)。

## 制备
天然的二氧化錳含有雜質和大量的三氧化二錳（Manganese(III) oxide）。只有少數的礦床含有電池工業所需純度足夠的γ型態結晶。
電池和鐵氧體(Ferrite)的生產（二氧化錳的兩種主要用途）需要高純度的二氧化錳。生產電池所需要的是“電解級二氧化錳”；而生產鐵氧體需要“化學級二氧化錳”。[7]

### 化學級二氧化錳
化學二氧化錳(CMD )
第一種製備方法，是從天然二氧化錳開始，並將其用四氧化二氮({\displaystyle {\ce {N2O4}}}）和水轉化為硝酸錳({\displaystyle {\ce {Mn(NO3)2}}}）溶液。蒸發水，留下硝酸鹽結晶。在400℃的溫度下，鹽分解，釋放出四氧化二氮({\displaystyle {\ce {N2O4}}})並留下純化的二氧化錳殘留物，這兩個步驟可以整合為：
{\displaystyle {\ce {MnO2 + N2O4 <=> Mn(NO3)2}}}
第二種方法，二氧化錳被還原焙燒成溶解在硫酸中的一氧化錳（Manganese(II) oxide）：
{\displaystyle {\ce {2MnO2 + C -> 2MnO + CO2 ^}}}
{\displaystyle {\ce {MnO + H2SO4 -> MnSO4 + H2O}}}
用碳酸氢銨處理過濾的溶液以沉澱碳酸錳(MnCO3)。
{\displaystyle {\ce {MnSO4 + 2NH4HCO3 -> MnCO3 + 2NH4HSO4}}}
碳酸鹽在空氣中煅燒，得到一氧化錳和二氧化錳（Manganese(IV) oxide）的混合物。
{\displaystyle {\ce {2MnCO3 + O2 -> 2MnO2 + 2CO2 ^}}}
為了完成該過程，將該物質在硫酸中的懸浮液用氯酸鈉處理。
{\displaystyle {\ce {MnCO3 + H2SO4 -> MnSO4 + H2O + CO2 ^}}}
在反應過程中(in situ原位)形成的氯酸將任何Mn（III）和Mn（II）氧化物轉化為二氧化錳，釋放出的副產物是氯：
{\displaystyle {\ce {5MnSO4 + 2NaClO3 + 4H2O -> 5MnO2 + Na2SO4 + 4H2SO4 + Cl2 ^}}}
最後一種，高錳酸鉀對硫酸錳晶體的作用產生二氧化錳，实验室中常用高锰酸鉀与硫酸錳溶液歸中制取：
{\displaystyle {\ce {2KMnO4 + 3MnSO4 + 2H2O -> 5MnO2 v + K2SO4 + 2H2SO4}}}

### 電解級二氧化錳
電解二氧化錳（EMD）與氯化鋅和氯化銨一起用於鋅-碳電池。 EMD通常也用於鋅二氧化錳可充電鹼性（Zn RAM）電池。 對於這些應用而言，純度是非常重要的。 EMD以與電解銅（ETP製程）相似的方式生產：將二氧化錳溶解在硫酸（有時與硫酸錳混合）中，然後在兩個電極之間通電。在此過程中{\displaystyle {\ce {MnO2}}}先溶解，進入硫酸鹽溶液中，然後沉積在陽極上，而能得到純度較高的{\displaystyle {\ce {MnO2}}}。

## 反應
MnO2的重要反應與其氧化還原反應（氧化反應和還原反應）有關。

### 還原反应
二氧化錳是鐵錳齊及其相關合金的主要前體，廣泛應用於鋼鐵工業。這些轉換包括使用焦炭進行碳熱還原：
{\displaystyle {\ce {MnO2 + 2C -> Mn + 2CO}}}
MnO2在電池中的關鍵反應是單電子還原：
{\displaystyle {\ce {MnO2 + e- + H+ -> MnO(OH)}}}
MnO2催化幾種產生O2的反應。在傳統的實驗室演示中，加熱氯酸鉀和二氧化錳的混合物產生氧氣：
{\displaystyle {\ce {2KClO3 -> 3O2 ^ + 2KCl}}}
二氧化錳還催化過氧化氫分解成氧氣和水：
{\displaystyle {\ce {2H2O2 -> 2H2O + O2}}}
二氧化錳在約530℃以上分解成三氧化二錳和氧氣。在接近1000℃的溫度下，形成混價化合物Mn3O4。較高的溫度會產生MnO。
熱濃硫酸將{\displaystyle {\ce {MnO2}}}還原成硫酸錳：
{\displaystyle {\ce {2MnO2 + 2H2SO4 -> 2MnSO4 + O2 + 2H2O}}}
氯化氫與MnO2的反應由卡爾·威廉·舍勒在1774年氯氣的最初分離中使用：
{\displaystyle {\ce {MnO2 + 4HCl -> MnCl2 + Cl2 + 2H2O}}}
至於氯化氫的來源，舍勒是用濃硫酸和氯化鈉反應而得
Eo (MnO2(s) + 4 H+ + 2 e− ⇌ Mn2+ + 2 H2O) = +1.23 VEo (Cl2(g) + 2 e− ⇌ 2 Cl−) = +1.36 V
半反應的標準電極電位表示反應在pH = 0（[H+]=1 mol/L）時為吸熱，但它是因為較低的pH以及氣態氯的逸出（和去除）。
該反應也是在進行反應（即用高錳酸鉀進行氧化反應）之後從磨砂玻璃接頭除去二氧化錳沉澱物方便的方法。

### 氧化反应
二氧化锰与氢氧化钠或者氢氧化钾熔融，并加入氧化物如硝酸钾或高氯酸钾时，在很短的时间内就能反应生成锰酸钾（{\displaystyle {\ce {K2MnO4}}}）。其离子方程式如下：
{\displaystyle \mathrm {2MnO} _{2}+\mathrm {4OH} ^{-}+\mathrm {O} _{2}\longrightarrow \mathrm {2MnO_{4}^{2-}} +\mathrm {2H} _{2}\mathrm {O} }
錳酸鹽也可在酸性溶液中歧化为二氧化錳和高錳酸鹽，反应如下：
{\displaystyle \mathrm {3MnO_{4}^{2-}} +\mathrm {4H^{+}} \longrightarrow \mathrm {2MnO_{4}^{-}} +\mathrm {MnO} _{2}+\mathrm {2H} _{2}\mathrm {O} }
在空氣中加熱KOH和{\displaystyle {\ce {MnO2}}}的混合物，得到綠色的錳酸鉀：
{\displaystyle {\ce {2MnO2 +4KOH +O2 ->2K2MnO4 + 2H2O}}}
錳酸鉀是過錳酸鉀的前體，過錳酸鉀是一種常見的氧化劑。

## 應用
{\displaystyle {\ce {MnO2}}}的主要應用是作為乾電池的原料，就是一般所謂的勒克朗社(Leclanché)電池或碳鋅電池。每年約有50萬噸用於這一應用。其他工業應用包括在陶瓷和玻璃製造中使用{\displaystyle {\ce {MnO2}}}作為無機顏料。

### 有機合成
二氧化錳的特殊用途是作為有機合成中的氧化劑。試劑的有效性取決於製備方法，這也是其他不均相試劑的一個常見的問題：試劑表面積是所有變數中一個重要的因素。天然軟錳礦面積不足使得試劑變差。被用於氧化物反應的二氧化錳的形態不一，因為二氧化錳有多個結晶形態，化學式方面可以寫成MnO2-x(H2O)n，其中x介於0至0.5之間，而n可以大於0。咖啡色的二氧化錳沉澱物很活潑。最有效的有機溶劑包括芳香性物質、氯化碳、醚、四氫呋喃和酯類等。
然而，通常試劑是藉由使用Mn（II）鹽（通常為硫酸鹽，例硫酸錳 {\displaystyle {\ce {MnSO4}}}和高錳酸鉀 {\displaystyle {\ce {KMnO4}}}）水溶液來反應生成。{\displaystyle {\ce {MnO2}}}將烯丙位的醇類(註3,4,5)氧化成相應的醛或酮：
cis - RCH = CHCH2OH + MnO2→cis - RCH = CHCHO + MnO + H2O.
即使是有雙鍵的結構，在反應中是穩定的，不會被二氧化錳所氧化，雙鍵的順反結構也不會改變。所以儘管得到的烯丙位幾何異構物(進行此氧化反應的反應物)不飽和醛相當活潑，相搭的炔屬醇仍是適當的反應物。芐基甚至是未活化的醇也是好的反應物。1,2-二元醇可被{\displaystyle {\ce {MnO2}}}分解成二醛或二酮。此外，{\displaystyle {\ce {MnO2}}}的應用很多，適用於胺氧化，芳構化，氧化偶聯和硫醇氧化等多種反應。

### 顏料
以umber(天然顏料名)形式的二氧化錳是人類祖先使用的最早的天然物質之一。至少在舊石器時代中期，它就已經用作顏料。它可能首先用於人體繪畫，後來用於洞穴繪畫。歐洲最著名的早期洞穴畫是通過二氧化錳來製作的。

### 其他用途
二氧化錳在實驗室中還有很多用途，舉例如下：
使用氯酸鉀（{\displaystyle {\ce {KClO3}}}）製備氧氣時，二氧化錳可以用作催化劑。
二氧化錳亦可以催化過氧化氫（{\displaystyle {\ce {H2O2}}}）的分解。其催化效果如下：
{\displaystyle {\ce {2H2O2 + 2MnO2 -> 2MnO3 + 2H2O}}}
{\displaystyle {\ce {2MnO3 -> 2MnO2 + O2 ^}}}
與濃鹽酸（HCl）混合加熱製備氯氣（Cl2）：
{\displaystyle {\ce {MnO2 + 4HCl(conc.) -> MnCl2 + Cl2 ^ + 2H2O}}}
二氧化錳在工業上的用途：
- 二氧化錳也被用作顏料、有色玻璃等。
- 可用作製造鋰二氧化錳電池或其他電池。用作乾電池的去極化劑。
- 可用作火柴的助燃劑。
- 合成磁性記錄材料鐵氧體({\displaystyle {\ce {MnFe2O4}}})的原料。

## 危險性
如果二氧化錳潮濕或在不勻混合物中，可能會對人體皮膚造成輕微的污漬，但污漬不容易地被搓洗掉。當乾燥時，通過佩戴簡單的醫用面罩或可避免對肺部造成傷害的東西來避免呼吸到細小顆粒。

## 外部連結
- 大甲高中數位學習平台
- 台灣地質知識網（页面存档备份，存于）
- MnO2在有机合成中的应用（英文）
- 锰及其化合物资料页（英文）
- MnO2—PubChem（页面存档备份，存于）（英文）
- 国际化学品安全卡0175（页面存档备份，存于）（英文）